# Miltonvale
Miltonvale és una població dels Estats Units a l'estat de Kansas. Segons el cens del 2000 tenia 523 habitants.

## Demografia
Segons el cens del 2000, Miltonvale tenia 523 habitants, 223 habitatges, i 130 famílies. La densitat de població era de 262,2 habitants/km².
Dels 223 habitatges en un 28,3% hi vivien nens de menys de 18 anys, en un 47,5% hi vivien parelles casades, en un 7,6% dones solteres, i en un 41,3% no eren unitats familiars. En el 39,5% dels habitatges hi vivien persones soles el 23,8% de les quals corresponia a persones de 65 anys o més que vivien soles. El nombre mitjà de persones vivint en cada habitatge era de 2,27 i el nombre mitjà de persones que vivien en cada família era de 3,05.
Per edats la població es repartia de la següent manera: un 27,3% tenia menys de 18 anys, un 6,1% entre 18 i 24, un 20,3% entre 25 i 44, un 20,3% de 45 a 60 i un 26% 65 anys o més.
L'edat mediana era de 42 anys. Per cada 100 dones de 18 o més anys hi havia 89,1 homes.
La renda mediana per habitatge era de 24.828 $ i la renda mediana per família de 32.750 $. Els homes tenien una renda mediana de 24.500 $ mentre que les dones 14.500 $. La renda per capita de la població era de 14.710 $. Entorn del 6,1% de les famílies i l'11,1% de la població estaven per davall del llindar de pobresa.

## Poblacions més properes
El següent diagrama mostra les poblacions més properes.